# Hippocampus procerus
Hippocampus procerus är en fiskart som beskrevs av Kuiter 200. Hippocampus procerus ingår i släktet Hippocampus och familjen kantnålsfiskar. Inga underarter finns listade i Catalogue of Life.